# Antsahidoha Bebao
Antsahidoha Bebao est une commune urbaine malgache située dans la partie centre-ouest de la région de Melaky.